# Scratchbury Camp

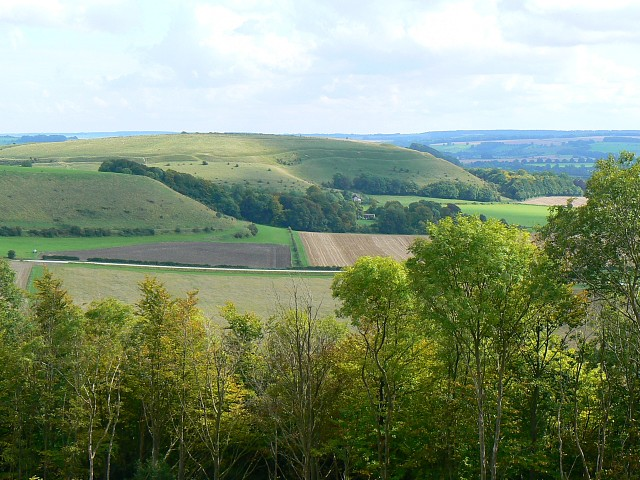
Scratchbury Camp vu de Battlesbury Camp.

Scratchbury Camp est une colline fortifiée de l'âge du fer, près du village de Norton Bavant dans le Wiltshire.